# Johannes Erici Thermænius
Johannes Erici Thermænius, född november 1635 i Västerås, död 14 augusti 1688 i Svärdsjö, var en svensk präst och riksdagsman.

## Biografi
Johannes Erici Thermænius var son till Ericus Laurentii Schult och Christina Griis från Götlunda socken. Efter en långvarig skolgång vid Västerås gymnasium och studier vid Uppsala universitet, blev han 1665 prästvigd. Han var först lärare hos Gustaf Duwall i Falun för att efter prästvigningen bli huspredikant. Efter ett år i den senare egenskapen tog han plats som predikant vid Dalregementet, följde regementet till Livland och var senast 1673 åter i Falun hos Duwall då han begärde att få en ersättare. 1674 utsågs han av kungen till kyrkoherde i Svärdsjö socken.
Thermænius var fullmäktig i riksdagen 1682.
1673 gifte sig Thermænius med Helena Medén, vars far var Faluns borgmästare och modern tillhörde adelsätten Teet.